# HSOPA
HSOPA (High Speed OFDM Packet Access) est un terme de téléphonie mobile qui représentait, à la fin des années 2000, l'évolution du couple HSDPA / HSUPA (3G). 
Outre des débits supérieurs à ses prédécesseurs (100 Mbit/s en downlink / 50 Mbit/s en uplink), HSOPA présente un temps de latence de l'ordre de 20 ms contre 60 ms pour HSDPA. Le nombre d'utilisateurs par fréquence est également être bien supérieur et dépasse les 100 (40 en HSDPA et 9 en UMTS). Cette technologie faisait partie des prémices des nomes 4G LTE et LTE Advanced.
HSOPA étant basé sur une technologie de fréquences orthogonales avec accès multiples (OFDMA), ce nouveau protocole n'est pas compatible avec W-CDMA, technologie utilisée pour la 3G en Europe et dans plusieurs autres pays.
HSOPA a anticipé le devenir des réseaux mobiles et leur possible convergence avec les réseaux sans fil utilisés en informatique (Wi-Fi-MIMO / WiMAX). En effet, ces derniers fonctionnent aussi sur une base de fréquences orthogonales de type OFDM.